# 삼각 무역

삼각 무역의 전통 모형

삼각 무역(三角貿易, 영어: triangular trade)은 세 지역 간 무역을 가리키는 역사 용어이다. 두 나라의 수입, 수출이 한 쪽에 치우쳐서 균형을 이루지 못할 경우 제3국이 무역에 동참하게 하는 것을 말한다.
역사적으로는 항해 시대 기간 중 바람과 해류의 강력한 영향으로 인해 특정한 루트가 형성되기도 했다. 이를테면 서부 유럽의 주요 교역국들의 경우 먼저 북위 30도 남쪽으로 이동한 다음 이른바 무역풍에 도달하여 서쪽으로 항해하는 것이 훨씬 더 용이하였다. 그러므로 북아메리카 대륙을 향해 서쪽으로 직접 이동하지 않고 카리브해 지역에 도착하게 되었다. 북아메리카에서 되돌아올 때에는 편서풍을 이용하여 북동 방향으로 멕시코 만류를 따라가는 것이 가장 편했다. 바다 일주법(Volta do mar)이라고 부르는 이와 비슷한 삼각 형태는 카나리아 제도와 아소르스 제도로 항해하며 크리스토퍼 콜럼버스의 항해 이전에 포르투갈인들이 이미 사용한 방식이다.

## 대서양의 노예 무역
가장 잘 알려진 삼각 무역으로는 대서양 간 노예 무역으로, 16세기 말부터 19세기 초까지 이루어졌다. 서아프리카, 카리브해, 미국의 식민지들과 유럽의 식민 세력들, 여기에 영국령 북아메리카의 북부 식민지 (특히 뉴잉글랜드) 간 노예, 환금 작물, 제조 상품들이 교역되었다.

## 미국 독립 혁명 이전의 무역 패턴
미국 독립 혁명 이전의 무역 패턴도 삼각 무역의 형태를 지녔다. 이 무역은 18세기 영령(英領) 아메리카 식민지에서 상인에 의해 행해진 무역이다. 다음과 같은 세 방법이 있었다.
1. 아메리카 식민지(곡물·육류·목재 등)→남(南)유럽(포도주·과일 등)→영국(가공품)
2. 아메리카→서인도(사탕·당밀 등)→영국
3. 서인도(西印度)→아메리카(럼주(酒)에 가공)→아프리카 서해안(흑인 노예)

당시 영국은 이들을 포함하는 모든 제국(帝國)내의 무역을 항해조례의 규제하에 두고 있었기 때문에 상당한 부분이 이 조례에 따라 행해졌다. 그러나 대(對)서인도 제도 무역은 대부분 영국령(領)에서 행해지지 않았고, 에스파냐, 네덜란드, 프랑스령에서 밀수의 형태로 행해졌다. 더욱이 위의 세 방법 중에서 세 번째 방법이 무역 수지상의 적자를 보전(補塡)했고, 유통과정에서의 최고 이윤의 착취를 겨냥했던 북부의 상업 자본가에게는 가장 매력 있는 무역방법이 되었다. 따라서 삼각무역은 이 세 번째 방법의 무역과 동일시될 때가 많았으며, 노예제와 미국 상업자본의 신장(伸張)에 커다란 의의를 가졌다. 영국 정부가 1733년에 당밀조례(糖蜜條例)를 발표한 것은 이같은 밀수를 방지하기 위한 것이었지만, 아메리카 북부 식민지에서는 이행되지 않았다. 그 뒤 1763년 영국 정부의 정책전환으로 1764년 설탕조례(雪糖條例)가 공포되자, 식민지 삼각무역이 중대한 위협을 받게 되었고, 이것이 뒤에 미국 독립 혁명의 원인 중 하나가 되었다.

## 영국, 청나라, 인도 간 삼각 무역
영국, 청나라, 인도 간 삼각 무역은 17 ~ 18세기에 영국의 동인도 회사와 청나라와 한 편무역에서 은을 주었던 영국이, 은을 다시 가져오기 위해 한 무역이다. 이 결과 제1차 아편 전쟁의 계기가 되었다.
- 영국 → 인도: 면직물
- 인도 → 청나라: 아편
- 청나라 → 영국: 차, 은

## 그 밖의 예
- 1820년대와 1830년대에 발달한 새로운 설탕 삼각 무역(sugar triangle): 미국 선박이 쿠바에 지역 농산물을 넘기고 설탕이나 커피를 쿠바에서 상트페테르부르크로 가져온 뒤 연철, 헴프(hemp)를 뉴잉글랜드로 가져옴.[2]

## 같이 보기
- 중상주의